# Jean de Francqueville
Pour les autres membres de la famille, voir Famille de Francqueville.
Jean de Francqueville, né à Amiens le 17 février 1860, décédé à Wargnies (Somme) le 30 mars 1939 est un aristocrate français, peintre picard et maire du village de Wargnies dans la Somme de 1894 à 1939.

## Biographie
Son père, Adalbert de Francqueville d'Abancourt, est conseiller général de la Somme. De par sa mère née Berthe Lallard de Lebucquière — elle-même peintre révélée par des aquarelles et des pastels, il naît à l'Hôtel Blin de Bourdon, au 3 de la rue des Augustins à Amiens, propriété de son arrière-grand-père, maire d'Amiens, député de la Somme et aussi préfet de l'Oise, Louis-Alexandre Blin de Bourdon, vicomte de Domart-en-Ponthieu.
Par son mariage en 1888 avec Jeanne Artus de Valois, (1866 — 1975) doyenne de Picardie en 1974, issue d'une famille amiénoise, installée dans le Doullennais, il réside de plus en plus souvent dans son château du village de Wargnies, apporté en dot par son épouse, où comme propriétaire terrien il gère ses biens. Il y mourra le 30 mars 1939.
Ses études réussies au collège et lycée de la Providence à Amiens où il obtient son baccalauréat, puis son volontariat fait — libéré des obligations scolaires et militaires — Il s'installe à Paris et après une année de droit, il abandonne un cursus classique pour étudier le dessin et la peinture dans les ateliers de William Bouguereau et de Tony Robert-Fleury
Il est exposé dans de nombreux salons, (Salon de l'école française, Salon des artistes français, Expositions de la Société des amis des arts, Salon de Paris) où il obtient de nombreux prix.
Jean de Francqueville voyage beaucoup à travers la France, l’Italie, la Suisse et l’Angleterre, notamment aux côtés du comte de Paris pendant son exil de 1886. Il exerce son art dans deux ateliers de peinture : au 6 de la rue Duthoit à Amiens, l'hiver, et dans sa propriété de Wargnies lorsque le temps est meilleur où il a fait construire un vaste atelier très haut de plafond avec une immense verrière.
Il est qualifié de « peintre picard » comme lui-même qualifiait nombre de ses contemporains lors de son discours de réception à l’Académie des sciences, des lettres et des arts d'Amiens le 16 mai 1913. Il exposait avec les meilleurs artistes de la région : Jules Boquet, Auguste Carvin, Horace Colmaire, Gogois, Pierre Ringard, Gustave Riquet, Albert Roze, Albert Siffait de Moncourt, Guy Terrel des Chênes…
Écrivain, il excelle dans la composition de lectures académiques, et l'on compte plus d'une centaine de textes d'études historiques et artistiques, où l'humour a toujours sa place avec le souci d'une véracité sincère.
Au-delà de son art, il a donné davantage de temps à sa famille, à sa mairie (pendant près de quarante quatre ans, jusqu'à sa mort), et pour toutes les sociétés et nombreuses associations où il se plaisait à œuvrer… et aussi pour sa vie mondaine et amicale.
Très tôt membre de la Société des amis des arts, il en est le président en Picardie de 1920 jusqu'à sa mort en 1939.
Attaché à sa région, il est membre des Rosati Picards et il travaillera pour la Société des Antiquaires de Picardie, participant à la sauvegarde du patrimoine, et fera partie des « nouveaux découvreurs » des grottes de Naours.
Sa grande disponibilité est reconnue lors de la grande guerre, où son âge (54 ans) et sa charge de famille l'ayant épargné pour le front; en tant que maire du village, il accueille les troupes alliées et maintient le moral de la population.
Ses œuvres n’ont pas fait l’objet de ventes à la fin du XIXe siècle et tout au long du XXe siècle. Elles sont restées pour la plupart au sein de sa famille nombreuse et des proches amis. L'inventaire de 1967 réalisé par son fils aîné est non exhaustif car des œuvres non répertoriées apparaissent désormais à la vente. Certaines aussi sont introuvables comme l'imposant tableau des disciples d'Emmaüs et le portait de son plus jeune fils.
|  |  |  |
|  |  |  |
|  |  |  |
|  |  |  |

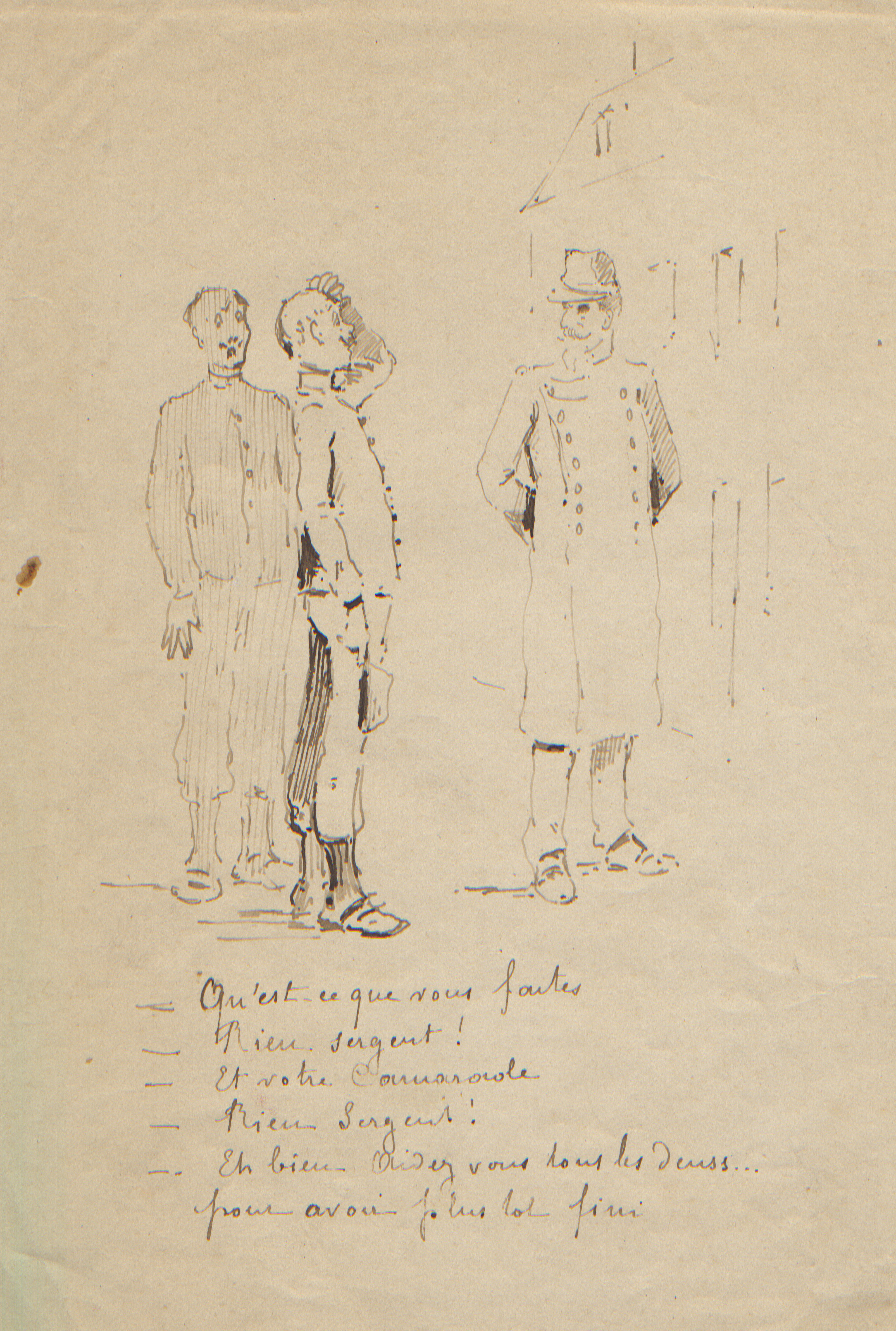
Dessin humoristique de Jean de Francqueville avec propos plaisants

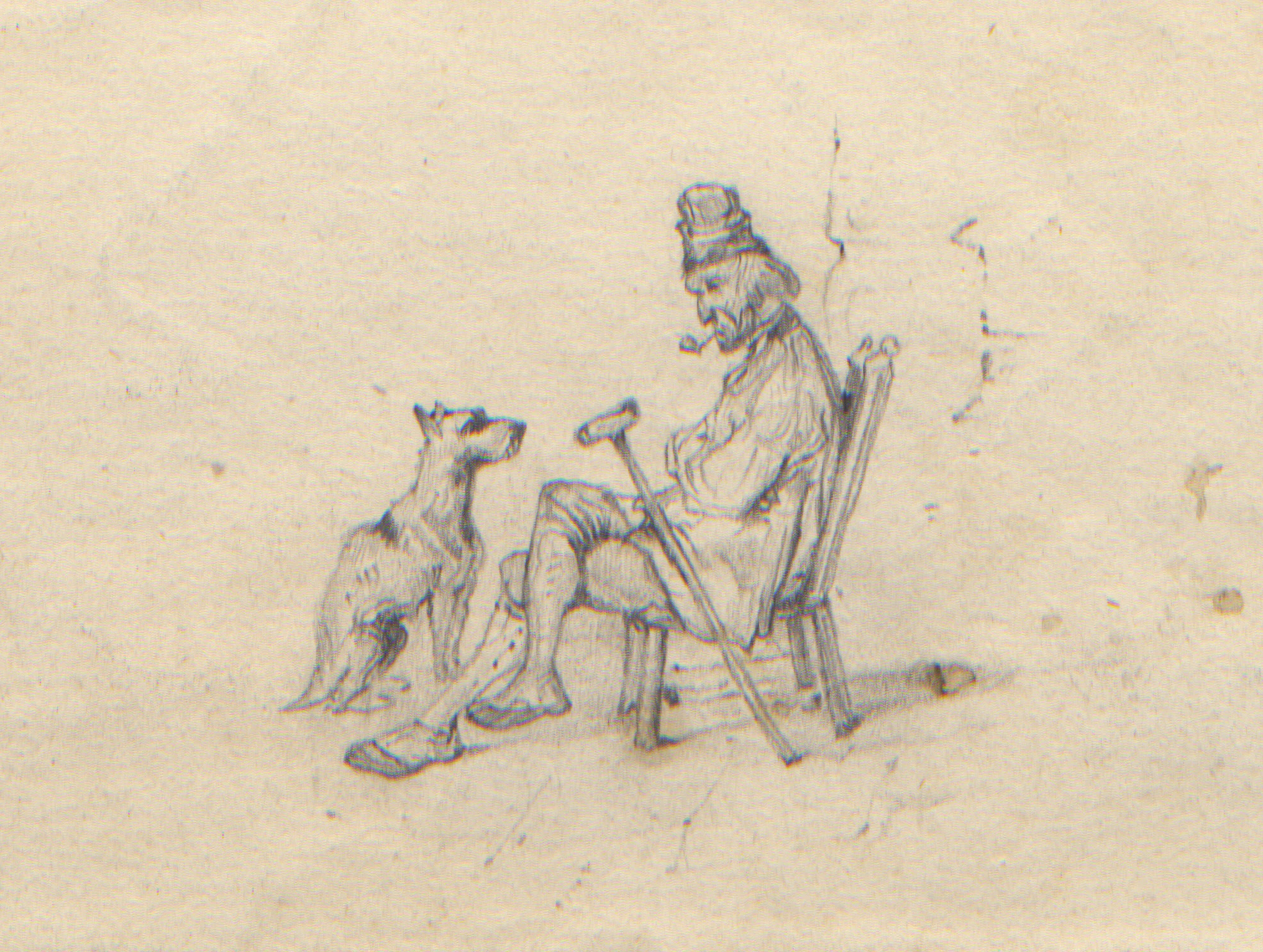
Dessin extrait du carnet de croquis de Jean de Francqueville

Sont connus une petite quarantaine de tableaux achevés dont des portraits de famille, des visages d'enfants, de femmes ou de vieillards. Un livre édité en 2012 en offre un panel.
Quasi tout son travail se trouve dans des collections privées. Rares sont les tableaux présentés au public si ce n’est Sainte Ulphe et Saint Domice, à la cathédrale d’Amiens qui lui vaudra son entrée à la Société des artistes français fondée en 1882 par Tony Robert-Fleury, un de ses maîtres. Il y a aussi Le Vieux mendiant donné au Musée de Picardie à Amiens le 4 juin 1921. Les églises de Fieffes, de Naours et de Wargnies ont aussi leur tableau.

## Œuvres

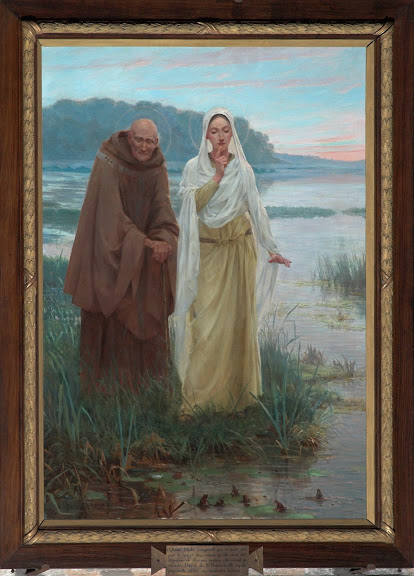
Sainte Ulphe et saint Domice, Cathédrale ND d'Amiens (huile)

Œuvres religieuses primées : Sainte Ulphe et saint Domice (huile sur toile 242 × 175 cm). Peinture primée au Salon des artistes français lors de l'exposition de 1896. Donnée par l'auteur, elle est actuellement sous la protection de l'Association diocésaine et se trouve toujours - après une belle restauration - dans la chapelle Saint-Éloi de la cathédrale Notre-Dame d'Amiens.
Les critiques d'art furent nombreuses pour cette toile imposante. L'éloge de Palette : « La toile 727 représente Sainte Ulphe imposant silence aux grenouilles. La tonalité est claire, très heureuse et d'autant plus appréciable qu'avec le jour cru de la salle et le voisinage de gens qui peignent lumineux, des tons fades et douteux eussent été écrasés et pitoyables. Tout est heureux dans cette toile : sujet, dimensions, agencement. Ceci mérite une étiquette flatteuse ». Et les propos relevés dans le discours de Monsieur Félix Lamy en réponse au discours de réception de Jean de Francqueville à l'Académie des sciences, des lettres et des arts d'Amiens, le 16 mai 1913 : « Vous avez pris pour votre tableau le moment où la jeune fille prononce la condamnation. Une simple fille de chez nous, calme, pure, pensive, avec tout le charme de la jeunesse, et d'une dignité ingénue dans l'attitude et le geste ; Domice, vénérable et bienveillant, souriant maintenant de son anxiété vaine, du bon tour joué aux batraciens endiablés, peut-être aussi - car il est homme d'expérience et partant d'indulgence - de l'extrême sévérité de la jeune fille».

Autres scènes religieuses
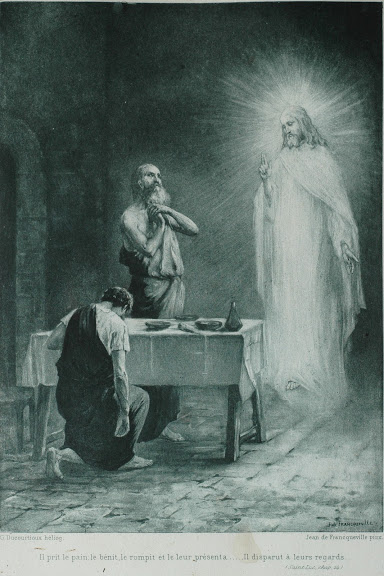
Disciples d'Emmaüs, peinture à l'huile
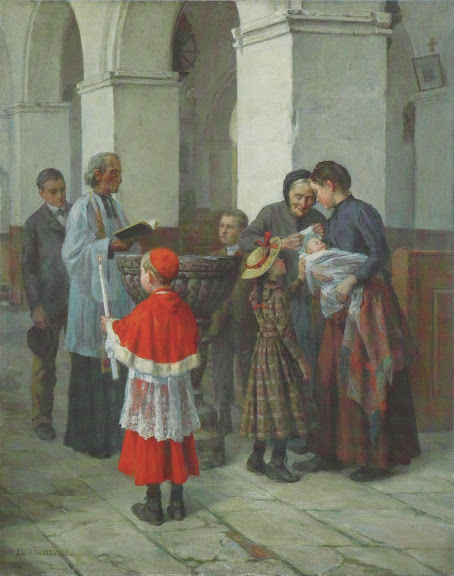
Le baptême, peinture à l'huile
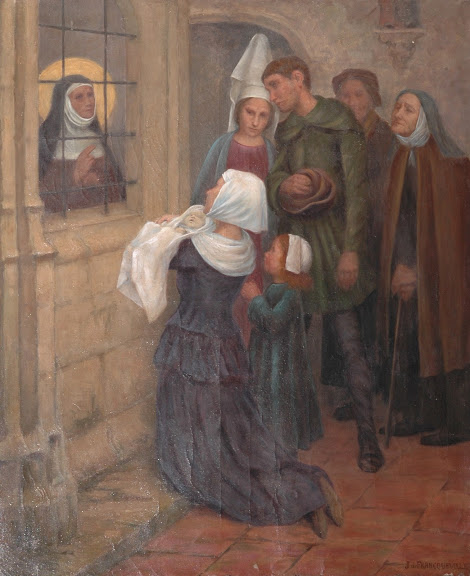
Sainte Colette ressuscite un enfant, peinture à l'huile

- Scènes de vie en intérieur

|  |  |  |
|  |  |  |

- Scènes de vie en extérieur

|  |  |  |

- Métiers

|  |  |  |

## Sources
- Robert de Francqueville, Un peintre picard. Jean de Francqueville, Amiens, imprimerie Gogois, 1967.
- Propos de messieurs de Favernay et Dubois lors de la 45e exposition de la Société des Amis des Art en 1920.
- Plaque commémorative sur le monument dans la grande salle souterraine citant Jean de Francqueville.
- La Revue hebdomadaire, 7 août 1916 : « Un mess anglais en vieille France ».
- Discours de l'Abbé Magnier aux obsèques de Jean de Francqueville.
- Extrait des Mémoires de l'Académie des sciences, lettres et arts d'Amiens, par Félix Lamy.